# Hockey su pista nel 1930-1939

## Contesto storico
- 1930: viene disputata la prima edizione della National Cup in Inghilterra.
- 1936: Venne disputata la prima edizione del campionato del mondo. Il torneo, giocato a Stoccarda in Germania, vide la partecipazione di tutte e sette le federazioni allora componenti la FIRS (Belgio, Francia, Germania, Inghilterra, Italia, Portogallo e Svizzera). La vittoria finale arrise alla nazionale inglese che in questo modo fu la prima nazionale a laurearsi campione del Mondo.
- 1939: viene disputata la prima edizione del Campionato portoghese di hockey su pista.

## 1930
- Campionati europei 1930:  Inghilterra
- Campionato francese:  Stade Bordelais
- National Cup inglese:  Herne Bay RHC
- Campionato Italiano:  Novara
- Campionato svizzero:  Montreux

## 1931
- Campionati europei 1931:  Inghilterra (Valevole anche come Coppa delle Nazioni)
- Campionato francese:  Stade Bordelais
- National Cup inglese:  Herne Bay RHC
- Campionato Italiano:  Novara
- Campionato svizzero:  Montreux
- Campionato tedesco:  ERSC Stoccarda

## 1932
- Campionati europei 1932:  Inghilterra
- Campionato francese:  Stade Bordelais
- National Cup inglese:  Herne Bay RHC
- Campionato Italiano:  Novara
- Campionato svizzero:  Montreux

## 1933
- Campionato francese:  Stade Bordelais
- National Cup inglese:  Herne Bay RHC
- Campionato Italiano:  Novara
- Campionato svizzero:  Montreux
- Campionato tedesco:  ERSC Stoccarda

## 1934
- Campionati europei 1934:  Inghilterra
- Campionato francese:  Stade Bordelais
- National Cup inglese:  Herne Bay RHC
- Campionato Italiano:  Novara
- Campionato svizzero:  Montreux
- Campionato tedesco:  ERSC Stoccarda

## 1935
- Campionato francese:  Wattrelos
- National Cup inglese:  Herne Bay United
- Campionato Italiano:  Milan
- Campionato svizzero:  Montreux
- Campionato tedesco:  ERSC Stoccarda

## 1936
- Campionato mondiale 1936:  Inghilterra (Valevole anche come Campionato Europeo)
- Campionato francese:  Gazinet-Cestas
- National Cup inglese:  Herne Bay RHC
- Campionato Italiano:  Novara
- Campionato svizzero:  Montreux
- Campionato tedesco:  ERSC Stoccarda

## 1937
- Campionati europei 1937:  Inghilterra
- Campionato francese:  Stade Bordelais
- National Cup inglese:  Herne Bay RHC
- Campionato Italiano:  Pubblico Impiego
- Campionato svizzero:  Montreux
- Campionato tedesco:  Norimberga

## 1938
- Campionati europei 1938:  Inghilterra
- Campionato francese:  Lione
- National Cup inglese:  Herne Bay United
- Campionato Italiano:  Pubblico Impiego
- Campionato svizzero:  Montreux
- Campionato tedesco:  Norimberga

## 1939
- Campionato mondiale 1939:  Inghilterra (Valevole anche come Campionato Europeo e come Coppa delle Nazioni)
- Campionato francese:  Lione
- National Cup inglese:  Herne Bay RHC
- Campionato Italiano:  Pubblico Impiego
- Campionato svizzero:  Montreux
- Campionato portoghese:  Sporting CP
- Campionato tedesco:  Norimberga

## Nazionale italiana
- 1931: l'Italia partecipa ai campionati europei classificandosi al quarto posto.
- 1934: l'Italia partecipa ai campionati europei classificandosi al quarto posto.
- 1936: l'Italia arriva seconda al campionato del Mondo di Stoccarda.
- 1937: l'Italia partecipa ai campionati europei classificandosi al quarto posto.
- 1938: l'Italia partecipa ai campionati europei classificandosi al secondo posto.
- 1939: l'Italia partecipa al campionati mondiale (valevole anche come campionati europei e come coppa delle nazioni) classificandosi al secondo posto.

### Risultati stagione 1931
| Montreux aprile 1931 | Germania | 2 – 3 | Italia |  |

| Montreux aprile 1931 | Belgio | 2 – 4 | Italia |  |

| Montreux aprile 1931 | Francia | 5 – 3 | Italia |  |

| Montreux aprile 1931 | Inghilterra | 2 – 1 | Italia |  |

| Montreux aprile 1931 | Italia | 1 – 1 | Portogallo |  |

| Montreux aprile 1931 | Italia | 2 – 2 | Svizzera |  |

### Risultati stagione 1934
| Herne Bay maggio 1934 | Inghilterra | 11 – 1 | Italia |  |

| Herne Bay maggio 1934 | Germania | 4 – 1 | Italia |  |

| Herne Bay maggio 1934 | Italia | 7 – 0 | Svizzera |  |

| Herne Bay maggio 1934 | Belgio | 0 – 0 | Italia |  |

| Herne Bay maggio 1934 | Francia | 4 – 6 | Italia |  |

### Risultati stagione 1936
| Stoccarda 1 aprile 1936 | Italia | 1 – 1 | Inghilterra |  |

| Stoccarda 2 aprile 1936 | Germania | 2 – 3 | Italia |  |

| Stoccarda 3 aprile 1936 | Francia | 1 – 2 | Italia |  |

| Stoccarda 4 aprile 1936 | Belgio | 0 – 4 | Italia |  |

| Stoccarda 5 aprile 1936 | Italia | 3 – 2 | Portogallo |  |

| Stoccarda 5 aprile 1936 | Svizzera | 3 – 3 | Italia |  |

### Risultati stagione 1937
| Herne Bay maggio 1937 | Germania | 3 – 4 | Italia |  |

| Herne Bay maggio 1937 | Belgio | 6 – 4 | Italia |  |

| Herne Bay maggio 1937 | Francia | 2 – 3 | Italia |  |

| Herne Bay maggio 1937 | Inghilterra | 4 – 3 | Italia |  |

| Herne Bay maggio 1937 | Italia | 4 – 3 | Portogallo |  |

| Herne Bay maggio 1937 | Italia | 2 – 2 | Svizzera |  |

### Risultati stagione 1938
| Anversa maggio 1938 | Germania | 2 – 2 | Italia |  |

| Anversa maggio 1938 | Belgio | 0 – 1 | Italia |  |

| Anversa maggio 1938 | Francia | 1 – 3 | Italia |  |

| Anversa maggio 1938 | Inghilterra | 3 – 3 | Italia |  |

| Anversa maggio 1938 | Italia | 3 – 1 | Portogallo |  |

| Anversa maggio 1938 | Italia | 0 – 0 | Svizzera |  |

### Risultati stagione 1939
| Montreux 7 aprile 1939 | Italia | 1 – 2 | Portogallo |  |

| Montreux 8 aprile 1939 | Belgio | 1 – 2 | Italia |  |

| Montreux 9 aprile 1939 | Italia | 7 – 1 | Francia |  |

| Montreux 9 aprile 1939 | Italia | 8 – 1 | Svizzera |  |

| Montreux 10 aprile 1939 | Inghilterra | 4 – 1 | Italia |  |

| Montreux 10 aprile 1939 | Italia | 5 – 1 | Germania |  |